# Boskoop
Boskoop (uitspraakⓘ) is een plaats in Zuid-Holland, die gelegen is aan (gekanaliseerde) rivier de Gouwe tussen Alphen aan den Rijn en Waddinxveen. Tot 1 januari 2014 was het een zelfstandige gemeente, per die datum is ze opgegaan in de fusiegemeente Alphen aan den Rijn. Op 1 januari 2023 had Boskoop een inwoneraantal van 16.670.
Boskoop is gesitueerd aan beide oevers van de Gouwe en het ligt tussen Alphen aan den Rijn (in het noorden) en Waddinxveen (in het zuiden), die allebei ook grenzen aan deze (gekanaliseerde) rivier. Het dorp wordt in het westen begrensd door Hazerswoude-Dorp en in het oosten en zuidoosten door de gemeente  Bodegraven-Reeuwijk. De oevers van de Gouwe worden verbonden door een hefbrug die aan de oostzijde doorloopt in het Reijerskoop en aan de westkant in de belangrijkste verbindingsweg in Boskoop, de Zijde.
De plaats is bekend om zijn boomkwekerijen, waarvan er ongeveer 770 verspreid liggen over een oppervlakte van 1100 hectare, omgeven door vele honderden kilometers waterwegen en sloten ten behoeve van de drainage.

## Bodem, landschap en geschiedenis
De veenmoerassen die op de plaats van het huidige Boskoop waren gelegen werden in de 12e eeuw in cultuur gebracht door middel van cope-ontginning. Hieraan ontleent Boskoop zijn naam: de cope van Bucki of Buckeskop, genoemd naar een Fries met de (voor)naam Bucke. Zie ook Vriezekoop. Graaf Willem I noemde Boskoop zo in de oorkonde die hij in 1222 opstelde ten behoeve van de abdis van de Abdij van Rijnsburg.

### Veengrond
Het verloop van de geschiedenis van Boskoop heeft veel te maken met het feit dat de gemeente op een gebied met een dikke veenlaag ligt. In Boskoop is nooit op grote schaal turf gewonnen, zoals op veel andere plekken in het Groene Hart. In het Hollandse binnenland werden de veengronden langs een riviertje meestal van de vervening uitgezonderd wegens de afwijkende, voor turf minder geschikte samenstelling. In bepaalde perioden zou de abdij de afgraving van de veenlaag op haar grondgebieden niet hebben toegelaten. Om gronden voor de boomkwekerij te verbeteren is er veel grond van buiten aangevoerd (‘opgevaren’). Daardoor heeft de bodem van Boskoop een bijzondere, in hoge mate door de mens bepaalde samenstelling.

### Boomteelt
Vanouds beschouwt men de bodem onder Boskoop als bijzonder geschikt voor de boomteelt. Eeuwenlang heeft Boskoop zich met name toegelegd op de teelt van fruit en fruitbomen, met name appels en appelbomen. Volgens sommigen werd men daarin gestimuleerd door de Abdij van Rijnsburg. Een appelsoort die in de Lage Landen en Duitsland wijd verspreid is, draagt de naam van de plaats: de schone van Boskoop, een ondersoort van de goudreinette. In Duitsland ontdekte fruitplantage-pionier Otto Schmitz-Hübsch in 1923 een mutatie van deze soort die hij opkweekte en in 1939 als roter Boskoop Schmitz-Hübsch in de handel bracht. Dit is tot nu toe de meest verkochte appelsoort in Europa. Ook een druivenras is naar de plaats genoemd, de glorie van Boskoop. Van de 15e tot de 17e eeuw werden er steeds meer bomen geproduceerd en deden ook andere siergewassen hun intrede, zoals Azalea’s. Boskoop startte aan het einde van de 19e eeuw met de export van zijn producten waarbij Duitsland eerste afnemer was. Tegenwoordig zijn veel Boskoopse boomkwekerijen in feite vooral sierteeltbedrijven want veel van de gekweekte boomsoorten zijn stekjes op het moment van verkoop.
Tot 1988 bestond in Boskoop de Rijks Hogere School voor Tuin- en Landschapsinrichting. In dat jaar fuseerde deze met de Wageningse laboratoriumopleiding Stova, de Rijks Hogere Landbouwschool in Deventer en de Hogere Bosbouw en Cultuurtechnische School in Velp tot Hogeschool Van Hall Larenstein, gevestigd in Velp en Deventer.

### Landschap en sloten
Boskoop biedt vanwege de veenbodem en talrijke boomkwekerijen een bijzondere aanblik. De vele sloten, de schouwen (bootjes), de ‘moerbomen’ op de kwekerijen, draaibruggetjes, ophaalbruggen, houten schuurtjes in combinatie met enkele diepe veenpolders in de omgeving maken het landschap apart.
Al in de Middeleeuwen was in de gemeente ongeveer 2000 kilometer aan sloten aangelegd, met daartussen langgerekte eilanden van vaak maar zo’n 15 meter breed. Opmerkelijk is dat veel afmetingen in het Boskoopse kwekerijgebied steeds worden bepaald aan de hand van de Rijnlandse roede, een oude Hollandse lengtemaat van 3,76 m, of 14,19m². Dit geldt voor bijvoorbeeld de omvang van een kwekerij en de plantafstand tussen laanbomen.
Tussen de eilanden bevonden zich soms ook ‘elzenakkertjes’, windkerende houtwallen op heel smalle eilandjes. Veel van het vervoer in Boskoop werd dan ook tot voor kort via het water verricht, vaak met houten schouwen. Later besloot men, vooral vanwege het bouwen van veel loodsen en kassen en de komst van zwaar vrachtverkeer veel sloten te dempen en over te gaan tot het samenvoegen van kleinere stukken land in grotere delen. Toch zijn er in het begin van de 21e eeuw in Boskoop nog veel waterwegen en kwekerijen die daar voor de aan- en afvoer van bepaalde materialen van afhankelijk zijn. Men noemt Boskoop dan ook weleens `Klein Giethoorn'. Er bestaat een gelijknamig hotel, dat gesitueerd is in de polders aan de noordwestkant van het dorp.
De sloten in Boskoop staan bekend als tamelijk visrijk, en bieden in het voorjaar een fleurig beeld door de vele dotterbloemen. Een in Boskoop opvallend talrijke watervogel is de fuut.

### Oost-Aziatische boktor
In december 2009 is de Oost-Aziatische boktor in Boskoop aangetroffen. Deze uitheemse kever kan verwoestend te werk gaan in bomen en planten, reden waarom het ministerie van Landbouw, Natuur en Voedselkwaliteit in januari 2010 ter plaatse een ongeveer drie weken durende zoektocht naar het insect begon met de bedoeling verspreiding te voorkomen. Op 12 februari 2010 verklaarde de minister van Landbouw Boskoop officieel boktorvrij.

## Boskoops volkslied
Een gedicht van Maarten Splinter vormt de basis van het Boskoopse volkslied. Splinter was in Boskoop onder meer bekend als verzetsheld. Na de oorlog werd het gedicht voorgelezen op een Volkszangavond. Men was op zoek naar een passende melodie voor het gedicht. De Boskoopse afdeling van de N.V.H (waarschijnlijk de Nederlandse Vereniging van Huisvrouwen) besloot op 30 januari 1946 een wedstrijd uit te schrijven, met als eerste prijs 25 gulden en als tweede prijs een consumptieartikel naar keuze. De jury bestond uit Herman Steinz, een bekend musicus uit Den Haag en de Boskoopse muziekdocent Hein 's-Gravesande, de vader van tv- en radiopresentator Ad 's-Gravesande (oud-directeur van de AVRO). Op 15 februari 1946 sloot de wedstrijd. Op die dag waren nog niet alle inzendingen binnen en sommige inzenders hadden een bestaande melodie aangepast. Dit was niet de bedoeling. De deelnemers kregen daarom nog enkele dagen respijt. Uiteindelijk werd twee weken later de winnaar uit de ruim twintig inzendingen bekendgemaakt. De Boskoper Jan Erkelens, die de inmiddels bekende melodie had gecomponeerd, ging met de eerste prijs van 25 gulden aan de haal.
Het Boskoops Volkslied
Waar de schoonste rozen groeien,
Waar de Gouwe rustig stroomt,
Waar de Rhododendrons bloeien,
Tusschen allerlei geboomt’;
Daar bij Flora's liefste kind'ren,
In dat drassig veengebied,
Tusschen dartel mooie vlind'ren,
Zingt de boomkweeker zijn lied.
Open grenzen zij ons streven,
Voor het kweekersfabrikaat,
Dan alleen kan Boskoop leven,
Als de wereld open staat.
Nooit kon Boskoops roem verbleeken,
Boskoops glorie blijft vooraan,
Ja, naar alle hemelstreken
Zullen Boskoops planten gaan.
IJv'rig en vol Gods vertrouwen
Doet de Boskooper zijn plicht;
Helpt aan Neêrland’s toekomst bouwen,
Dat maakt alle arbeid licht.
Met het oud Oranje-Boven,
en het Rood, Wit, Blauw in top,
Zullen wij altijd gelooven:
Boskoop geeft het nimmer op. 

## Bezienswaardigheden

### Gerelateerd aan de sierteelt
Veel van de bezienswaardigheden en evenementen in Boskoop hebben een relatie met de sierteelt en de boomkwekerij.
- Nabij het spoorwegstation vindt men een vrij toegankelijk Guldemond Plantsoen, in de volksmond bekend als het Rosarium.
- In Boskoop staat ook het Boomkwekerijmuseum. Dit museum is gevestigd in een oude boomkwekerswoning uit 1870, gelegen aan het Reijerskoop, nummer 54-56, nabij het Boskoopse VVV-kantoor. Achter het museum bevindt zich een rozentuin met soorten afkomstig uit de 17e tot en met de 20e eeuw.
- Een befaamde 'sortimentstuin' is de "Proeftuin van Holland" aan het Rijneveld 153, alwaar men honderden verschillende gewassen kan bezichtigen, waarvan een groot gedeelte in Boskoop ook ontwikkeld of gekweekt worden. Deze tuin is vernoemd naar ene Harry van de Laar. De sortimentstuin is te bezichtigen met een gids.
- Er zijn verder diverse particuliere collectietuinen te bezichtigen.
- Boottochten worden georganiseerd van voorjaar tot herfst. Deze tochten gaan door de vele vaarten en sloten van Boskoop langs de meest schilderachtige, vanaf de weg doorgaans niet zichtbare achterzijden van de kwekerijen. Gedurende de tocht wordt informatie gegeven over de historie, landschap, de kwekerijen en bijzonder plantmateriaal.
- Elk jaar wordt de Boomkwekerij kanotocht georganiseerd. Dit is de enige keer per jaar dat het per kano mogelijk is de honderden bruggen te passeren zonder ze zelf open te hoeven doen.

### Overige bezienswaardigheden en evenementen
- De hervormde kerk (Dorpskerk) uit 1895 van architect H.J. Nederhorst.
- De Hefbrug Boskoop is onderdeel van een stel van drie dergelijke bruggen, waarvan de andere twee in Alphen aan den Rijn en Waddinxveen staan. Vanwege de zeer centrale ligging van de Boskoopse hefbrug neemt zij een belangrijke plaats in in het straatbeeld van de dorpskern van Boskoop. In het begin van de jaren negentig heeft men bij een verbouwing van de hefbrug ervoor gezorgd dat de veiligheid voor fietsers aanmerkelijk verbeterde door aan weerszijden van de brug voetpaden aan te brengen. Daardoor kwam er ruimte beschikbaar op de hoofdrijbaan voor fietsstroken.
- De gereformeerde kerk van J.H. van Osnabrugge uit 1930.
- Imposant is de Boskoopse watertoren. De watertoren bevindt zich aan dezelfde weg die over de hefbrug gaat, aan de noordwestzijde van het dorp. Inmiddels is de (nu half ontmantelde) watertoren in particuliere handen, mede vanwege de hoge onderhoudskosten van het historisch belangrijke bouwwerk. De kosten om de watertoren te renoveren bleken echter dusdanig hoog dat dit door de particuliere eigenaar (dhr. Spoorenberg) niet op te brengen was en er ook geen ondersteuning vanuit de toenmalige gemeente beschikbaar was. Na het overlijden van dhr. Spoorenberg heeft de watertoren enkele jaren te koop gestaan en was de toekomst onzeker. In januari 2016 is de watertoren aangekocht door een tot nu toe onbekende koper. Deze is van plan de watertoren weer te restaureren.
- Het raadhuis is in 1928-1929 gebouwd door architect Dirk Lucas Landman.
- Boskoop kent een levendig carnaval. Sinds 1974 heeft Boskoop een Carnavals vereniging: "De Krooshappers", Boskoop heet tijdens het carnaval dan ook Kwakveen. Elk jaar is er een drukbezochte optocht, die door het dorp gaat.
- De Boskoopse vogeltjesmarkt is een ander bekend evenement dat te vinden is in Boskoop. Deze werd voorheen gehouden in de Beurshal, maar is nu te vinden op het ITC-terrein in Hazerswoude, dat aan de noordwestkant van Boskoop grenst.
- Ten slotte wordt ieder jaar het Luilak-toernooi georganiseerd. Dit voetbaltoernooi begint om 3 uur 's ochtends met de aftrap door de burgemeester. Het toernooi wordt afgesloten met de prijsuitreiking, waarbij een bekende voetballer de eerste prijzen overhandigt aan de winnende teams.
- Het tentoonstellingsgebouw Flora van architect Dirk Lucas Landman uit 1932.
- De kerk van de Remonstrantse Broederschap is een klein kerkgebouw uit 1932, ontworpen door de gemeente architect Klaas van Nes.

### Monumenten
In de gemeente zijn er een aantal rijksmonumenten, gemeentelijke monumenten, en een oorlogsmonument, zie:
- Lijst van rijksmonumenten in Boskoop
- Lijst van gemeentelijke monumenten in Boskoop
- Lijst van oorlogsmonumenten in Boskoop

## Verkeer en vervoer
Boskoop ligt aan de enkelvoudige spoorlijn Gouda - Alphen aan den Rijn en heeft twee stations: station Boskoop, gelegen tegenover het rosarium en sinds 10 december 2017 station Boskoop Snijdelwijk.
Per auto is Boskoop van diverse richtingen bereikbaar. Men kan vanaf Alphen aan den Rijn de Alphenseweg volgen die langs de Gouwe loopt en over Boskoop verder doorloopt richting Waddinxveen en Gouda als N207. Aan de westkant is verder de N455 een belangrijke verbindingsroute.

### Wegen
Tot 2011 stond Boskoop tientallen jaren onder speciaal financieel toezicht in de vorm van de z.g. artikel 12-status. Deze situatie werd met name veroorzaakt door de bijzonder hoge kosten voor het onderhoud van wegen. De wegen verzakken namelijk voortdurend vanwege de weke en diepe veenbodem in combinatie met het vele zware vrachtverkeer van en naar de boomkwekerijen.
De gemeente ontving een speciale extra subsidie voor wegenonderhoud waarmee onder andere de belangrijkste verkeersader, de Zijde, opgeknapt is. Enkele wegen werden meer dan 50 centimeter verhoogd waardoor garages van inwoners in een dal terechtkwamen.

## Verkeersproblematiek
De infrastructuur van de Boskoop is al jaren ongeschikt voor het afhandelen van het verkeersaanbod. Belangrijk knelpunt hierin is de Zijde met daarop de Hefbrug. Na een aantal storingen van de Boskoopse Hefbrug en een lange stremming van de hefbrug in Waddinxveen wordt er gezocht naar een structurele oplossing van het verkeersprobleem. Door de ligging van Boskoop in het Groene Hart zijn de mogelijkheden daartoe echter beperkt. Een andere belangrijk knelpunt is de hoeveelheid vrachtverkeer, zowel (inter)nationaal als lokaal. Aan de Oostelijke zijde van Boskoop is een Rondweg aangelegd om het vrachtwagenverkeer over de lokale straten te verminderen. Deze rondweg verbindt de Henegouwerweg met het kwekersgebied en de N11, zonder de dorpskern te doorsnijden. 
Tevens is in centrum Boskoop een verkeerslichtinstallatie ingericht om een betere en veiligere overgang van het voetgangersgebied over de Zijde mogelijk te maken.

#### Plannen
Er zijn nog andere plannen in diverse stadia van onderzoek of inrichting:
- Transporthubs aan de oostzijde en westzijde van het dorp, waardoor het aantal transport bewegingen binnen Boskoop wordt verminderd.
- Ontsluiting van de verlengde Roemer naar de N11. Dit is echter niet mogelijk omdat hier natuurgebied Zaanse Rietveld tussen ligt.
- Vervangen van de Hefbrug door een tunnel. Dit plan wordt op het moment nog als te duur beschouwd.
- Een tweede oeververbinding aan de noord- dan wel de zuidzijde van Boskoop. Ook dit plan wordt als te duur beschouwd.

## Gemeentelijke fusie
Er waren plannen om op de gemeente op vrijwillige basis in 2011 samen te voegen met de gemeente Rijnwoude. Aanvankelijk wilde Boskoop dat Waddinxveen ook bij deze fusie betrokken zou worden. De Gedeputeerde Staten van de provincie Zuid-Holland wezen dit echter af. Met name vanuit Waddinxveen was hier veel weerstand tegen. In 2008 gaf Boskoop aan de nieuwe fusiegemeente te willen uitbreiden met Zoeterwoude. Deze liet bij monde van burgemeester Liesbeth Bloemen weten hier geen interesse in te hebben. Onder andere omdat er te weinig draagvlak bestond onder de bewoners van Rijnwoude is de fusie afgeblazen, tot ongenoegen van Boskoop.
In 2011 werd besloten dat de Boskoop per 1 januari 2014 zou fuseren met Alphen aan den Rijn en Rijnwoude.
Deze fusie, die in Boskoop vaak als annexatie werd betiteld, heeft een aantal gevolgen gehad:
- Het raadhuis zou verkocht worden. De verkoop ging echter niet door en er werd gezocht naar mogelijkheden om het pand alsnog in te zetten voor de gemeenschap. In september 2020 is de renovatie afgerond met als nieuwe bewoners de bibliotheek, kinderopvang en maatschappelijke organisaties. De raadzaal is nog steeds beschikbaar als trouwlocatie.
- Om de belangen van de oud-gemeente Boskoop te behartigen in de nieuwe gemeente, is een dorpsraad opgericht. Deze heeft een adviserende rol. In september 2020 is de naam aangepast naar Dorpsoverleg Boskoop. [9]
- De bibliotheek van Boskoop is van eigenaar veranderd. Deze was voorheen onderdeel van de Bibliotheek De Groene Venen en is na de fusie onderdeel geworden van de Bibliotheek Rijn en Venen.
- De nieuwe gemeente heeft een bouwstop afgekondigd voor alle nieuwbouwprojecten in Boskoop waar dit nog mogelijk was, omdat de woninggroei niet in verhouding zou staan met de te verwachten groei van het aantal inwoners in Boskoop.

## Politiek

### Gemeenteraad
De gemeenteraad van Boskoop bestond uit 17 zetels. Hieronder staat de samenstelling van de gemeenteraad sinds 1990.
| Gemeenteraadszetels | Gemeenteraadszetels | Gemeenteraadszetels | Gemeenteraadszetels | Gemeenteraadszetels | Gemeenteraadszetels | Gemeenteraadszetels |
| Partij              | 1990                | 1994                | 1998                | 2002                | 2006                | 2010                |
| ------------------- | ------------------- | ------------------- | ------------------- | ------------------- | ------------------- | ------------------- |
| CDA                 | 5                   | 5                   | 4                   | 6                   | 5                   | 5                   |
| VVD                 | 3                   | 3                   | 4                   | 4                   | 3                   | 5                   |
| PvdA                | 2                   | 2                   | 2                   | 2                   | 3                   | 1                   |
| ChristenUnie/SGP    | -                   | -                   | -                   | 2                   | 3                   | 2                   |
| GroenLinks          | 1                   | 1                   | 2                   | 2                   | 2                   | 2                   |
| D66                 | 2                   | 2                   | 1                   | 1                   | 1                   | 2                   |
| SGP/RPF             | 2                   | 2                   | 2                   | -                   | -                   | -                   |
| Totaal              | 15                  | 15                  | 15                  | 17                  | 17                  | 17                  |

## Galerij

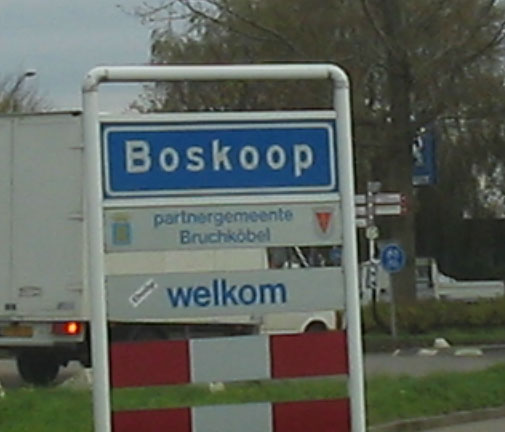
Boskoop
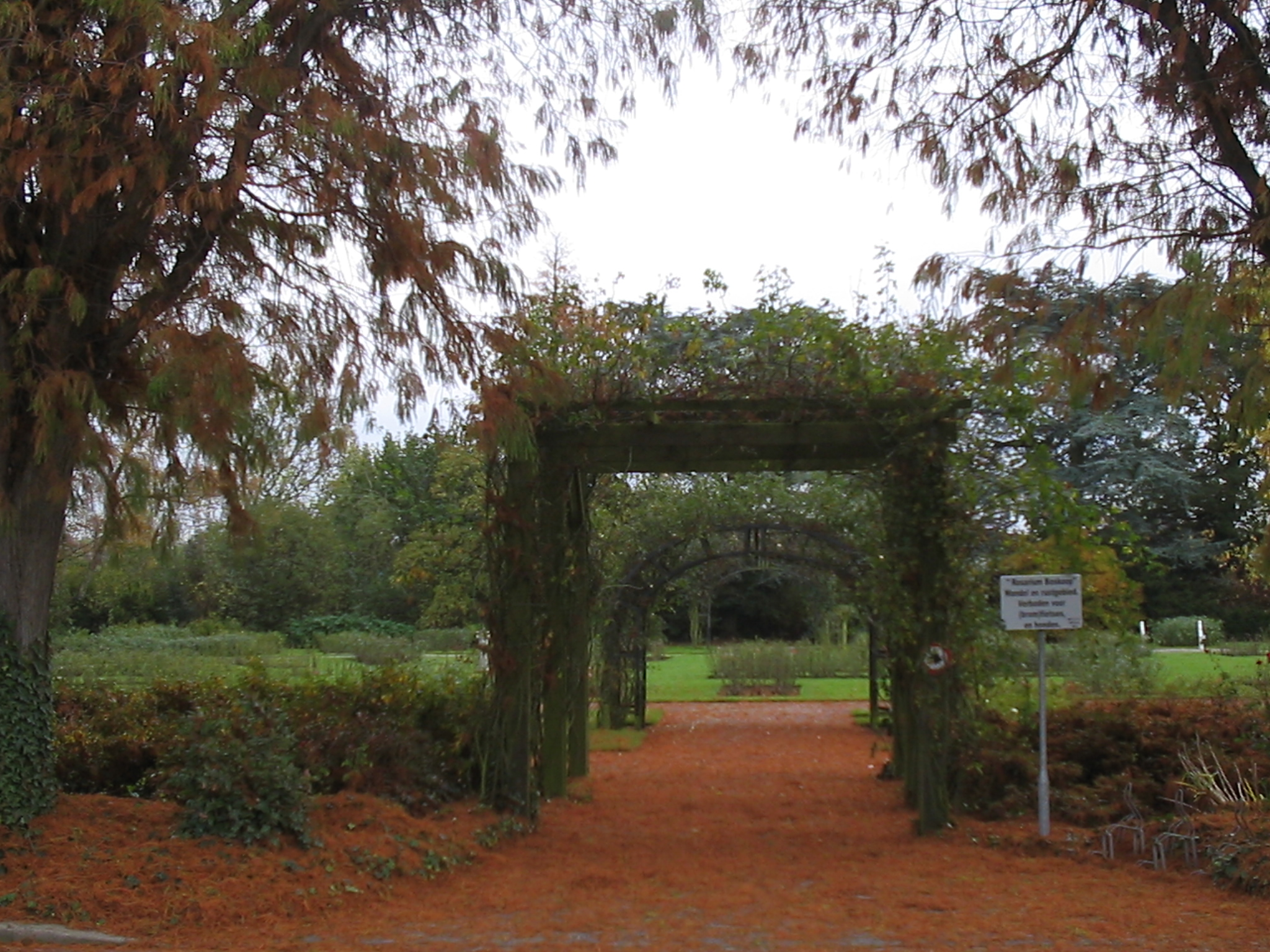
Rosarium
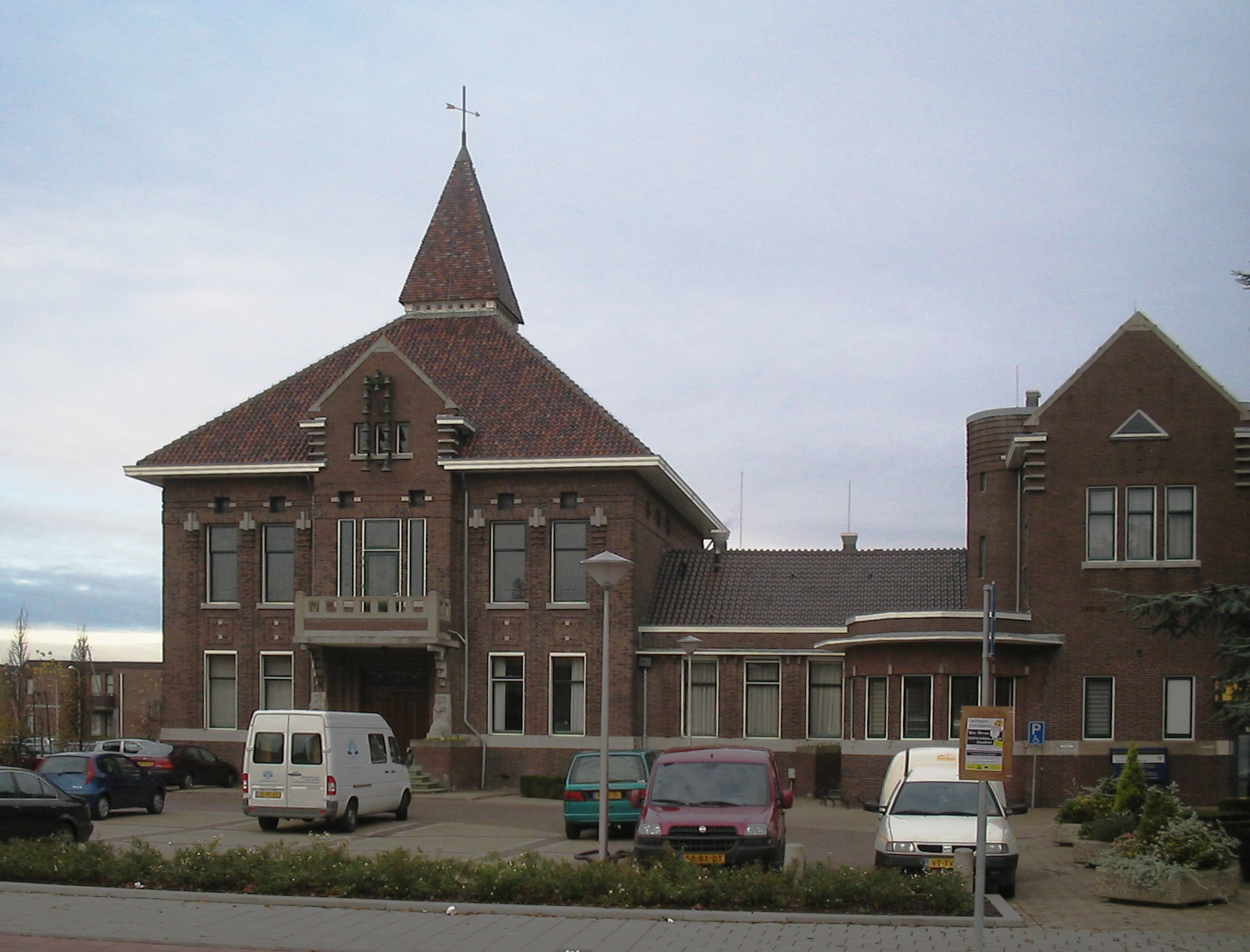
Gemeentehuis
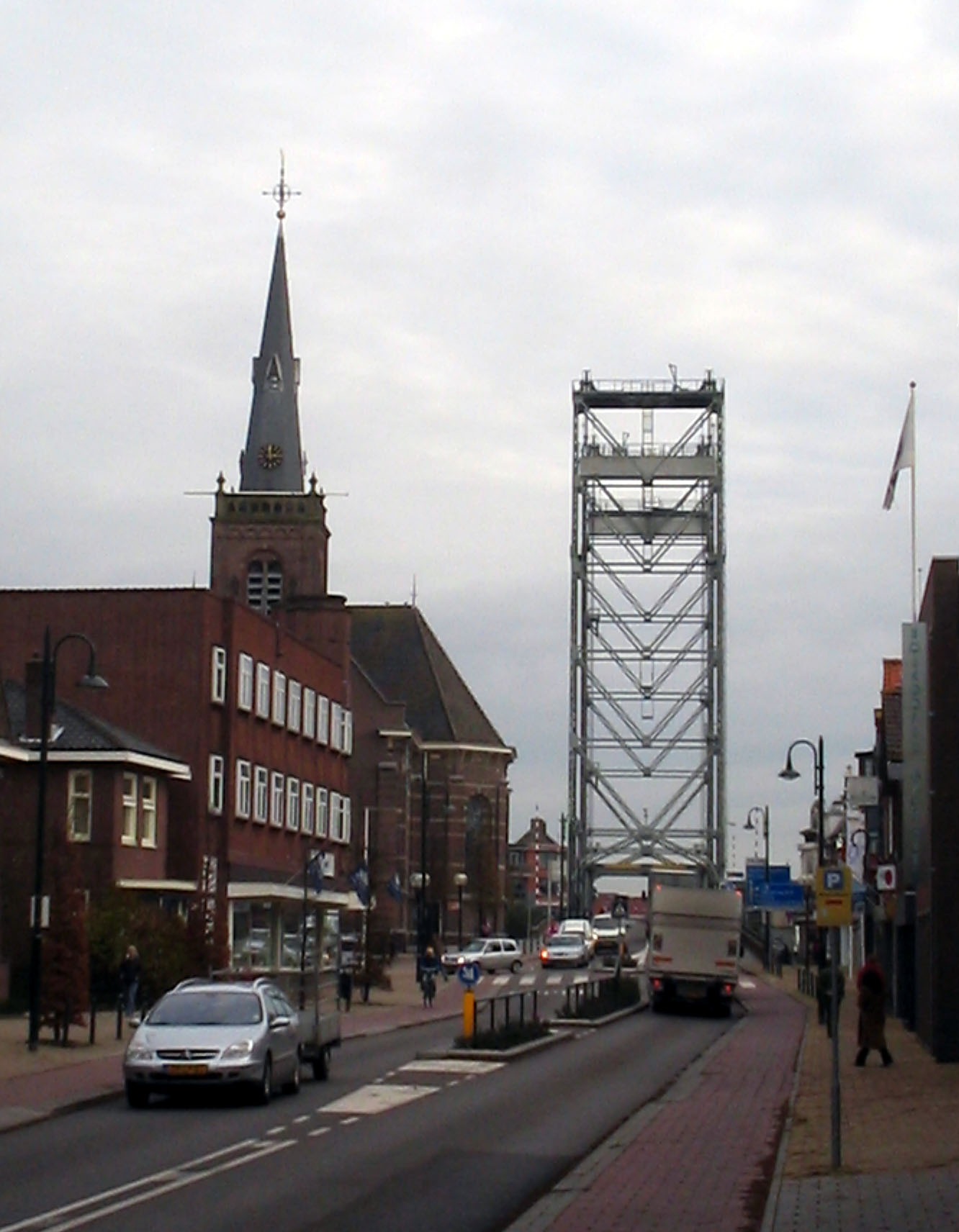
Hefbrug Boskoop
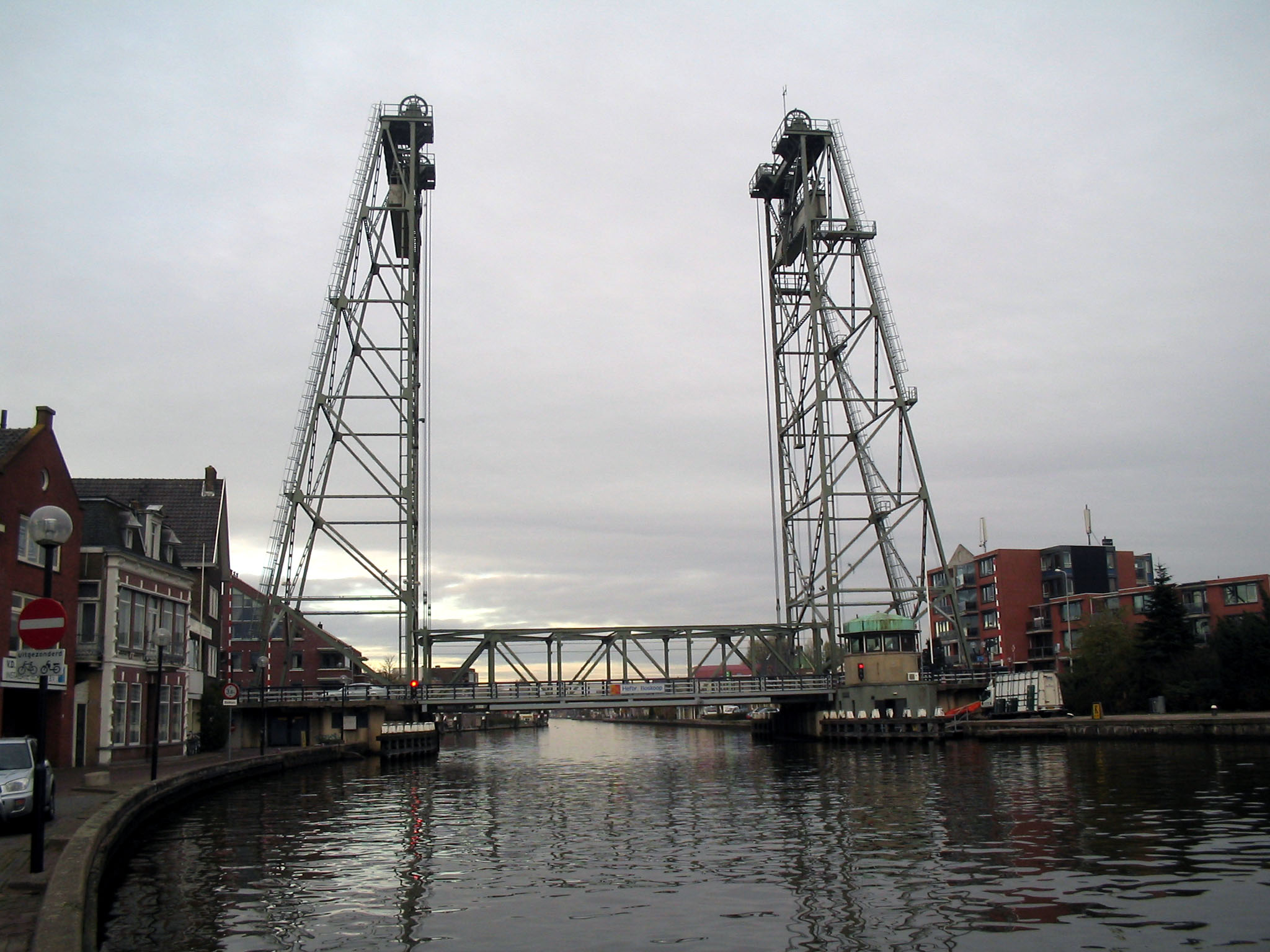
Over de Gouwe
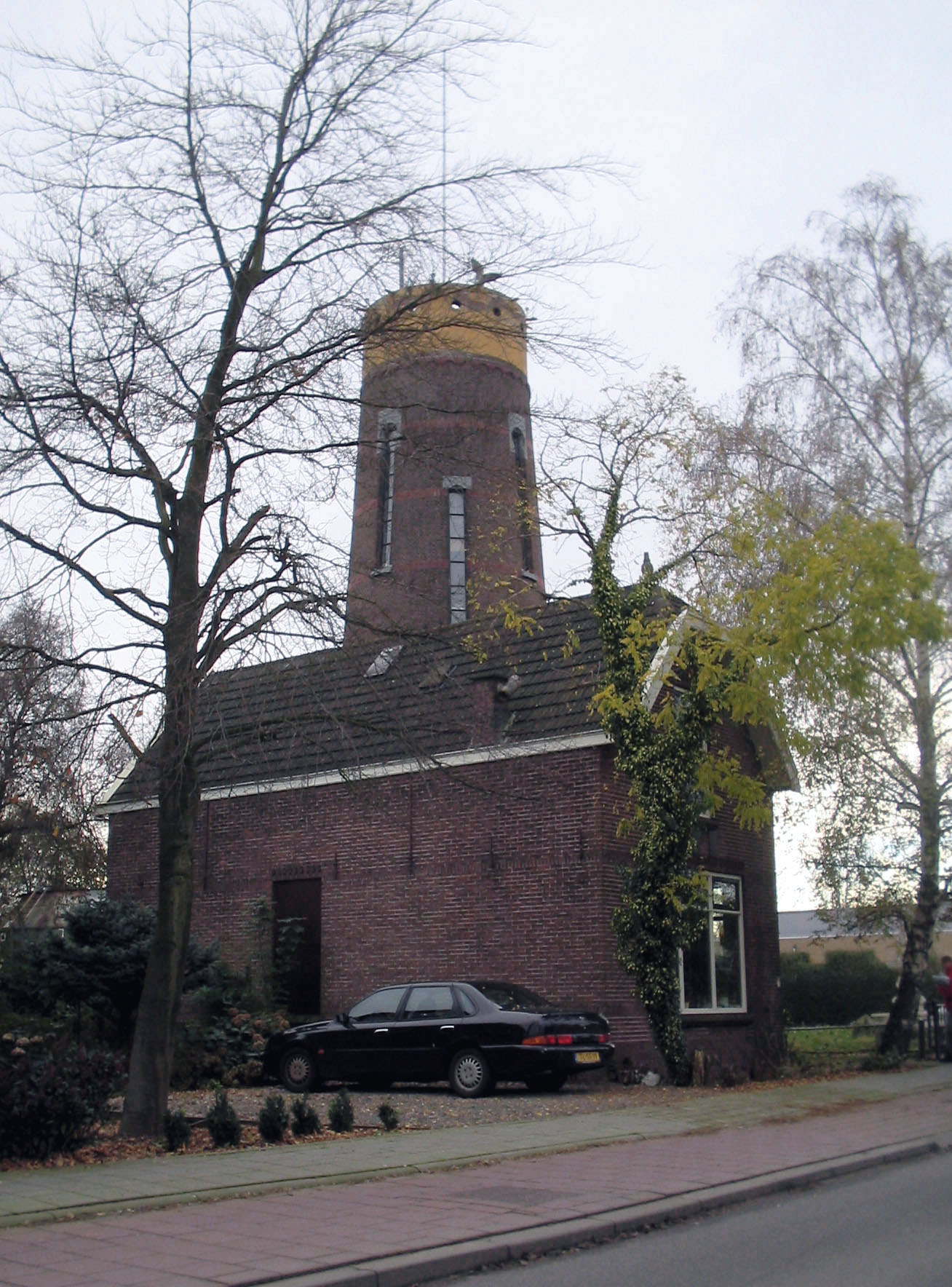
Watertoren met huis

## Geboren in Boskoop
- Jhim van Bemmel (1959), politicus en ondernemer
- Leo Boekraad (1914-1979), journalist en dichter
- Loek den Edel (1933-2022), voetballer
- Martin Fase (1937-2023), econometrist en hoogleraar
- Ad 's-Gravesande (1947), radio- en televisiepresentator, programmamaker en journalist (1990-1991 hoofdredacteur HP/De Tijd)
- Lex Harding (1945), diskjockey en ondernemer
- Piet Hoogendoorn (1946-2007), politicus
- Roy Hoogendoorn (2001), wielrenner en marathonschaatser
- Albertus van Hulzen (1905-2006), historicus
- Arie de Jong (1953), politicus en bestuurder
- Jaap Jongejan (1920-1945), verzetsstrijder
- Gerard Mathot (1911-2000), priester-kunstenaar
- Gerrit Middelberg (1846-1916), politicus en ingenieur
- Koos Rietkerk (1927-1986), politicus
- Pelle Rietveld (1985), atleet
- Peter Roels (1925-1989), politicus
- Kees van Twist (1953), journalist
- Jeroen van Veen (1974), basgitarist
- Ellen Venker (1983), softbalster
- Antoine Verbij (1951-2015), journalist en filosoof
- Floor Vermeulen (1984), politicus en bestuurder; sinds 2021 burgemeester van Wageningen
- Els van der Vlist (1970), journalist en schrijfster
- Jos de Vos (1991), langebaanschaatser
- Mark van der Zijden (1973), zwemmer

## Trivia
- Boskoop kwam in oorlogstijd over Radio Oranje. De codenaam voor de wapendropping was: Vier ogen zien meer dan twee. De boerderij bij die plek, aan het eind van het Reijerskoop, draagt nog deze spreuk.
- In het Rijksmuseum hangen schilderijen en etsen van de in Boskoop geboren schilder Jan Bedijs Tom. (1813-1894)
- Om het 800 jarig bestaan van Boskoop te vieren, publiceerde de Historische Vereniging Boskoop (HVB) op 15 maart 2022 online de Canon van Boskoop[10]. De Canon van Boskoop is opgezet naar voorbeeld van de Canon van Nederland: in zogeheten ‘vensters’ worden feiten, gebeurtenissen en personen uit de historie van Boskoop beschreven[11].